# Mini-série

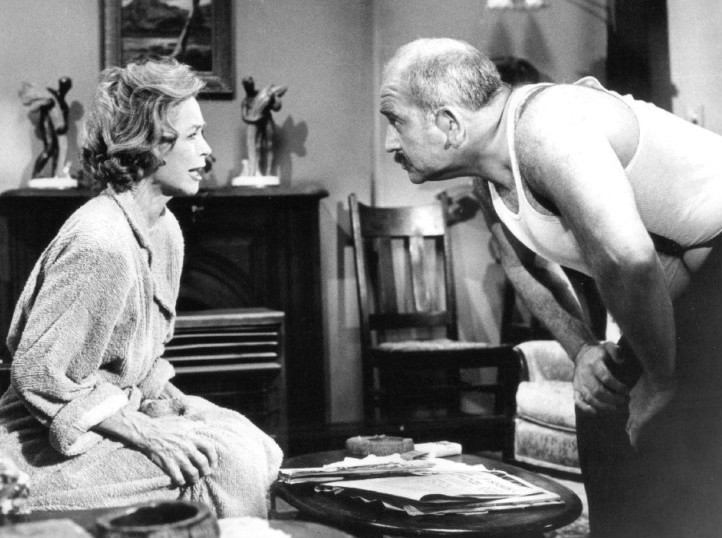
Dorothy McGuire et Edward Asner dans Le Riche et le Pauvre (minisérie de 1976).

Une mini-série ou minisérie est une série télévisée racontant une histoire en un nombre prédéterminé d'épisodes (entre deux et treize), pour une durée totale de trois à treize heures.
Aux États-Unis, le terme est désigné par miniseries, limited series, ended series. Dans le cadre des Primetime Emmy Awards, depuis 2015, le terme limited series fait référence à un programme diffusé en deux parties au minimum, d'au moins 150 minutes au total, et dont les intrigues et personnages sont en nombres finis. Une minisérie en plusieurs saisons, qui n'a en commun que le thème ou « l'univers », et donc aucune intrigue ou personnage récurrents, est désignée comme étant une « série d'anthologie » (anthology series (en), que l'on peut comparer à un recueil de nouvelles ou de contes).
Pour les prix ou récompenses télévisuels, les miniséries sont nommées dans les mêmes catégories que les téléfilms, ce qu'elles sont par nature, mais avec une durée beaucoup plus longue.
En termes de production, la minisérie est tournée d'un seul trait sur plusieurs semaines consécutives, à la manière d'un long métrage destiné aux salles de cinéma. En conséquence, les conditions de tournage sont particulièrement lourdes et nécessitent un gros travail de préparation.

## Histoire
Dans les années 1950, certaines dramatiques, comportant un début, un développement et une fin, étaient découpées en plusieurs parties, filmées dans les conditions du direct et retransmises immédiatement à l'écran, comme du théâtre filmé, à l'image du téléfilm pilote introduisant la série La Petite Maison dans la prairie.
Depuis le milieu des années 1970, ce type de séries a commencé à avoir du succès aux États-Unis, avec notamment Racines. De nombreuses miniséries américaines ont été diffusées dans des pays francophones, comme Shogun, Les oiseaux se cachent pour mourir, ou Le Riche et le Pauvre. Ce concept s'affirme à partir de 1985 et se situe entre le film et la série. La minisérie peut également être qualifiée de téléfilm à gros budget. Parmi les plus connues, on peut citer L'Enfer du Pacifique, Frères d'armes, John Adams, Génération War ou encore Les Voyages de Gulliver qui ont toutes remporté l'Emmy de la meilleure mini-série, ou encore Battlestar Galactica en 2003 qui comprend deux volets.
La télévision française a également produit ou coproduit dans les années 1960 et 1970 beaucoup de téléfilms en plusieurs parties presque toujours adaptées d’œuvres romanesques. La norme à l'époque, dans les médias comme dans le public, était de les nommer feuilletons :
- Le chevalier de Maison-Rouge (1963, Alexandre Dumas)
- L'Île au trésor (en) (1966, R. L. Stevenson)
- Les Habits noirs (1967, Paul Féval)
- Lagardère (1967, P. Féval)
- Le Chevalier Tempête (1967)
- Les Aventures de Tom Sawyer (de) (1968, Mark Twain)
- Jean-Roch Coignet (1969, Jean-Roch Coignet)
- Jacquou le Croquant (1969, Eugène Le Roy)
- D'Artagnan (1969, Alexandre Dumas)
- Quentin Durward (1971, Walter Scott)
- Face aux Lancaster (1971, Anne Mariel)
- La dame de Monsoreau (1971, Alexandre Dumas)
- Le Loup des mers (de) — Der Seewolf (1971, Jack London)
- Mandrin (1972)
- L'homme qui revient de loin (1972, Gaston Leroux)
- La porteuse de pain (1973, Xavier de Montépin)
- Joseph Balsamo (1973, Alexandre Dumas)
- L'ile mystérieuse (1973, Jules Verne)
- Chéri-Bibi (1974, G. Leroux)
- Deux ans de vacances (1974, Jules Verne)
- La Juive du château Trompette (1974, Ponson du Térail)
- Michel Strogoff (1975, Jules Verne)
- La Poupée sanglante (1976, G. Leroux)
- D'Artagnan amoureux (1977, Roger Nimier)
- La Lumière des justes (1979, Henri Troyat)
- Le Comte de Monte-Cristo (1979, Alexandre Dumas)
- Mathias Sandorf (de) (1979, Jules Verne)

Elles étaient hebdomadaires ou, à l'occasion des fêtes de fin d'année, bi-hebdomadaires. Les durées et mode de diffusion étaient variables : parfois elles étaient découpées en treize épisodes de vingt-cinq à trente minutes chacun, parfois six ou sept épisodes d'environ une heure diffusés une fois par semaine, ou encore, on trouvait de courts épisodes de treize minutes diffusés quotidiennement.

## Terminologie
En France, on peut aussi utiliser l'expression feuilleton télévisé (terme qui était d'ailleurs exclusivement la norme dans les années 60 et 70, dans les médias comme dans le public), bien que le feuilleton impose une suite entre chaque épisode.
Le terme télésuite a été créé au Québec pour remplacer minisérie, calqué sur l'anglais miniseries. Le terme télésuite n'est pas courant en France.
Au Royaume-Uni on appelle ces œuvres des serials, le terme miniseries étant réservé aux formats de cette nature importées des États-Unis.
Au Brésil, l'anglicisme minissérie, désigne les miniséries produites localement à partir de 1982. Quelques-unes d'entre elles ont été diffusées dans des pays francophones, comme Anarchistes, grâce à Dieu et Chiquinha Gonzaga.